# Acanthonotozomopsis pushkini
Acanthonotozomopsis pushkini is een vlokreeftensoort uit de familie van de Vicmusiidae. De wetenschappelijke naam van de soort is voor het eerst geldig gepubliceerd in 1978 door Bushueva.